# Hetera
Hetera je pozdní až velmi pozdní moštová odrůda révy vinné (Vitis vinifera) s růžovými až fialovočervenými hrozny, používaná k výrobě bílých vín. Byla vyšlechtěna na Slovensku v roce 1965, Ing. Dorotou Pospíšilovou, Ph.D. a kolektivem šlechtitelů Výzkumného ústavu vinohradnického Bratislava, rodičovskými odrůdami jsou Tramín červený a Veltlínské červenobílé.

## Popis
Réva vinná (Vitis vinifera) odrůda Hetera je jednodomá dřevitá pnoucí liána, dorůstající v kultuře až několika metrů. Kmen tloušťky až několik centimetrů je pokryt světlou borkou, která se loupe v pruzích. Úponky révy umožňují této rostlině pnout se po pevných předmětech. Růst je středně bujný až bujný, olistění je husté.
List je středně velký, okrouhlý, pěti- až sedmilaločnatý se středně hlubokými až hlubokými výkroji, které jsou většinou otevřené, s oblým dnem, zoubkování na okraji listu je ostré, s rovnými stranami. Čepel listu je na rubu hustě chloupkatá. Řapíkový výkroj je uzavřený až překrytý s oblým dnem a s vejčitým průsvitem, řapík je narůžovělý až fialově růžový.
Oboupohlavní pětičetné květy v hroznovitých květenstvích jsou žlutozelené, samosprašné. Hrozen je středně velký, hustý, výrazně okřídlený, kónický, stopka je krátká, s fialovým odstínem. Bobule je malá, kulatá, růžovofialová až tmavočervená, se středně pevnou slupkou. Dužina je masitá až rozplývavá, plné chuti.

## Původ a rozšíření
Hetera je moštová odrůda révy vinné (Vitis vinifera), která byla vyšlechtěna na Slovensku v roce 1965 Ing. Dorotou Pospíšilovou, Ph.D. a kolektivem šlechtitelů Výzkumného ústavu vinohradnického Bratislava.
Pochází ze složitého, inzucht-heterózního křížení, které není u vinné révy příliš používané, protože prodlužuje proces šlechtění nové odrůdy minimálně o 7 roků. Zkříženy byly inzuchtní semenáč odrůdy Tramín červený I1 TČ 76/10 s inzuchtním semenáčem odrůdy Veltlínské červenobílé I1 VČB 73/6. Vznikla tak odrůda s vysokým heterozním efektem, která převyšuje rodičovské odrůdy v některých hospodářsky významných znacích, zejména v síle růstu, v plodnosti a v kvalitě hroznů.
Inzuchtní (inbrední) semenáč (obecně, nikoli pouze u vinné révy) vzniká umělým samoopylením, popřípadě klonováním a následnou selekcí několika po sobě jdoucích generací rodičovské odrůdy. Vzniklá linie je dostatečně jednotná (uniformní) a stabilní. Při křížení obou rodičovských linií musí šlechtitel naopak zabránit samoopylení, odstraňuje se proto samčí květenství mateřské linie. Kříženec dvou homozygotních rodičovských linií bývá odolnější a výnosnější než rodiče, mluví se o tzv. heterózním efektu. Heterózní efekt je, na rozdíl od křížence jednoročních semenných kultur, stálý, neztrácí se v následující generaci kříženců a odpadá nutnost získávat hybridní osivo každým rokem nákladně z inzuchtních linií.
V Listině registrovaných odrůd SR je odrůda zapsána od roku 2011, již od roku 2004 je právně chráněná. Na Slovensku je pěstována na nevelkých plochách. Ve Státní odrůdové knize České republiky není zapsána, není uvedena ani mezi odrůdami, ze kterých je dovoleno vyrábět zemská vína. V České republice se pěstuje pouze ojediněle.

## Název
Šlechtitelské označení odrůdy je HTČ x VČB 4/13 (též HTCVCB 4/13). Název Hetera je odvozen od pojmu „heterózní efekt“, vychází tedy ze zvláštního postupu, použitého při šlechtění odrůdy.

## Pěstování
Pozdními jarními mrazy odrůda netrpí, zimním mrazům odolává průměrně dobře, stejně jako stresům z výsušnosti půd. Olistění je husté, keře vyžadují prosvětlení listové plochy, aby se omezilo šíření padlí révového (Uncinula necator). Plodnost je vysoká, 16–19 t/ha při vysoké cukernatosti 22–29°NM a aciditě 8–9 g/l, potenciál extraktu je vysoký.

### Fenologie
Odrůda raší a kvete pozdně, bobule začínají zaměkat začátkem září, sklizeň nastává ve druhé dekádě října.

### Choroby a škůdci
Odrůda je náchylnější vůči plísni révové (Plasmopara viticola) a padlí révovému (Uncinula necator). Při běžné preventivní ochraně jsou houbové choroby dobře zvládnutelné. Hrozny nemají sklon k hnilobě.

### Poloha a půdy
Odrůda je náročná na polohy, vyžaduje chráněné polohy v teplých oblastech, nejlépe jižní svahy. Dobře prospívá v hlubokých půdách.

## Víno
Při zpracování hroznů je třeba zohlednit fakt, že Hetera má červenofialovou barvu slupky bobulí. Při cukernatosti nad 23°NM poskytuje přírodně sladká vína s typickou chlebovinkou, vhodná i k delšímu zrání. Při nižší cukernatosti jsou vína hrubší, proto se vyplatí se sklizní počkat.
Vína jsou plná, často ve vyšších přívlastcích až po výběry z hroznů a bobulí. Typově patří k aromatickým vínům, podobným vínům z odrůd, jako například Aurelius, Rulandské šedé, Děvín nebo Tramín červený.

### Multimédia
- Martin Šimek : Encyklopédie všemožnejch odrůd révy vinné z celýho světa s přihlédnutím k těm, co již ouplně vymizely, 2008–2012